# Jablunkapass
Der Jablunkapass (tschechisch Jablunkovský průsmyk) ist ein Gebirgspass im Jablunkauer Bergland in den Beskiden. Er liegt auf tschechischem Territorium nahe der Gemeinde Mosty u Jablunkova beim Dreiländereck Tschechien-Slowakei-Polen und hat eine Höhe von 553 m n.m.
Er trennt die Mährisch-Schlesischen Beskiden im Westen von den Schlesischen Beskiden im Osten und ist ein Teil der europäischen Hauptwasserscheide zwischen dem Schwarzen Meer und der Ostsee. Über den Pass führen die wichtige Straße von Žilina nach Český Těšín (E 75) sowie die Bahnstrecke Žilina–Bohumín. Im Mittelalter führte ein Handelsweg vom Königreich Ungarn nach Schlesien über den Pass.

## Jablunkauer Schanzen (tschechischJablunkovské šance)

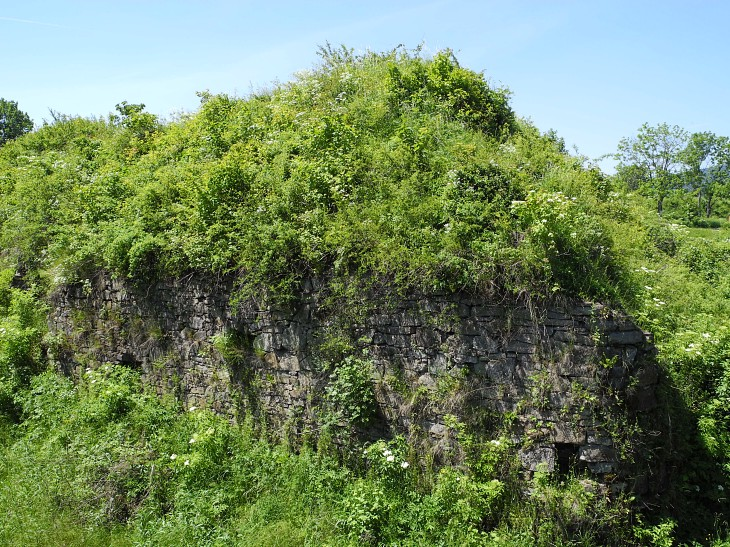
Jablunkauer Schanzen

Die Jablunker Schanzen umfassen insgesamt 4 Schanzen. Ganz im Südwesten liegt die Große Schanze der Grenzlinie folgend etwas weiter östlich folgen jeweils die Alte Schanze, die Kleine Schanze und nordöstlich die Ochsenschanze.
1474 übertrug König Matthias Corvinus die Sicherung des Passes, über den Kupfer aus Oberungarn nach Schlesien transportiert wurde, dem Teschener Herzog Przemislaus II. Wegen der Bedrohung durch die Türkenkriege wurden in der ersten Hälfte des 16. Jahrhunderts am Pass Befestigungsarbeiten vorgenommen und 1578 eine Schanze errichtet, die im Dreißigjährigen Krieg militärische Bedeutung erlangte. 1625 wurde sie durch von Mansfeld erobert. Östlich der alten Schanze wurde 1642 eine größere Anlage errichtet, diese wurde 1645 von Königsmark erobert und 1663 noch sternförmig ausgebaut. Weiterer Ausbesserungen erfolgten in den Jahren 1724 bis 1729, während des Ersten Schlesischen Krieges wurde sie aber von den Preußen besetzt. Noch 1808 wurde sie erweitert, aber nach 1848 aufgegeben, da das Verteidigungssystem veraltet war. Erhalten haben sich Graben- und Wallanlagen sowie eine Kapelle von 1829.
In der Nacht vom 25. auf den 26. August 1939, also dem ursprünglich geplanten Beginn des Überfalls auf Polen, kam es hier beim Versuch eines deutschen Kommandounternehmens, den Pass zu besetzen, zu ersten Kriegshandlungen mit polnischen Einheiten.
Siehe auch: Besetzung des Jablunkapasses